# Burg Oltigen
Die Burg Oltigen ist eine abgegangene Höhenburg in der heutigen Gemeinde Radelfingen im Kanton Bern. 

## Lage und Beschreibung
Die Burg war im Mittelalter eine zeitweise strategisch wichtige Festung im Schweizer Mittelland. Sie lag auf einem Felsband etwa 90 Meter über dem Ufer der Aare unterhalb des Zuflusses der Saane und sicherte den Übergang. Die Bedeutung Oltigens hing stark von der Bedeutung dieser Furt ab. Heute ist die Aare in diesem Bereich durch den Niederriedsee gestaut.
Unter dem Burghügel wurde von Soldaten während des Aktivdiensts 1914–1918 eine Höhle durch den Felsriegel gegraben. Sie diente als Beobachtungsposten und wird Güggelisloch genannt. 

## Geschichte
Die erste Erwähnung der Burg stammt aus dem Jahr 1006. Die grösste Bedeutung hatte sie in der Zeit von 1075 bis 1125 zur Zeit des Investiturstreits, als die Alpenübergänge zwischen der kaisertreuen und der papsttreuen Partei umstritten waren. In diesen Jahren führten die Herren von Oltigen den Grafentitel und konnten ihre Macht zeitweise sogar auf das Bistum Lausanne ausdehnen. Mit der Beilegung des Streits 1122 entfiel dann auch die strategische Bedeutung der Burg. Um 1400 umfasste die Herrschaft Oltigen grosse Teile der heutigen Gemeinde Wohlen (Ober- und Unterdettigen, Innerberg, Uettligen, Möriswil, Säriswil) sowie grosse Teile der Nachbargemeinden von Seedorf (zum Beispiel Frieswil) und Meikirch sowie Radelfingen. 
Die Burg wurde im Mai 1410 bei einem Bauernaufstand zerstört, der letzte Graf, Hugo von Mömpelgard, ermordet. Bern erwarb nun die Herrschaft Oltigen und liess sie bis 1483 als Landvogtei verwalten, danach wurde das Gebiet unter die Vogteien Aarberg und Laupen aufgeteilt. Reste der Ruine wurden 1850 abgetragen und als Baumaterial wiederverwendet.
Herren von Oltigen waren:
- Kuno I., Graf von Oltigen, Schwiegersohn des Grafen Giselbert von Luxemburg († 1059) (Wigeriche) und Schwiegervater des Grafen Rainald II. von Burgund († 1097) (Haus Burgund-Ivrea)
- Kuno II., Graf von Oltigen
- Burkhard (Bukko) von Oltigen, Bruder Kunos II., 1056 bis 1089 Bischof von Lausanne, nach dem Gang nach Canossa 1077 Reichskanzler von Italien
- Johann III. von Bubenberg, 1346 bis 1348 kyburgischer Vogt in Oltigen
- Hugo von Mömpelgard († Mai 1410)